# Freischaltelement
Das Freischaltelement (FSE) ist ein Teil einer Brandmeldeanlage (BMA) nach DIN 14675. Es dient der Feuerwehr dazu, von außen an einem Objekt einen Brandalarm auszulösen. Das FSE ist ein Schlüsselschalter, zu dem die Feuerwehr einen Schlüssel besitzt. Durch das Auslösen eines Brandalarms öffnet sich das Feuerwehrschlüsseldepot (kurz FSD). Aus diesem kann die Feuerwehr nach Aufschließen einer weiteren Klappe den Schlüssel zum Objekt entnehmen.

## Anwendungsbeispiel

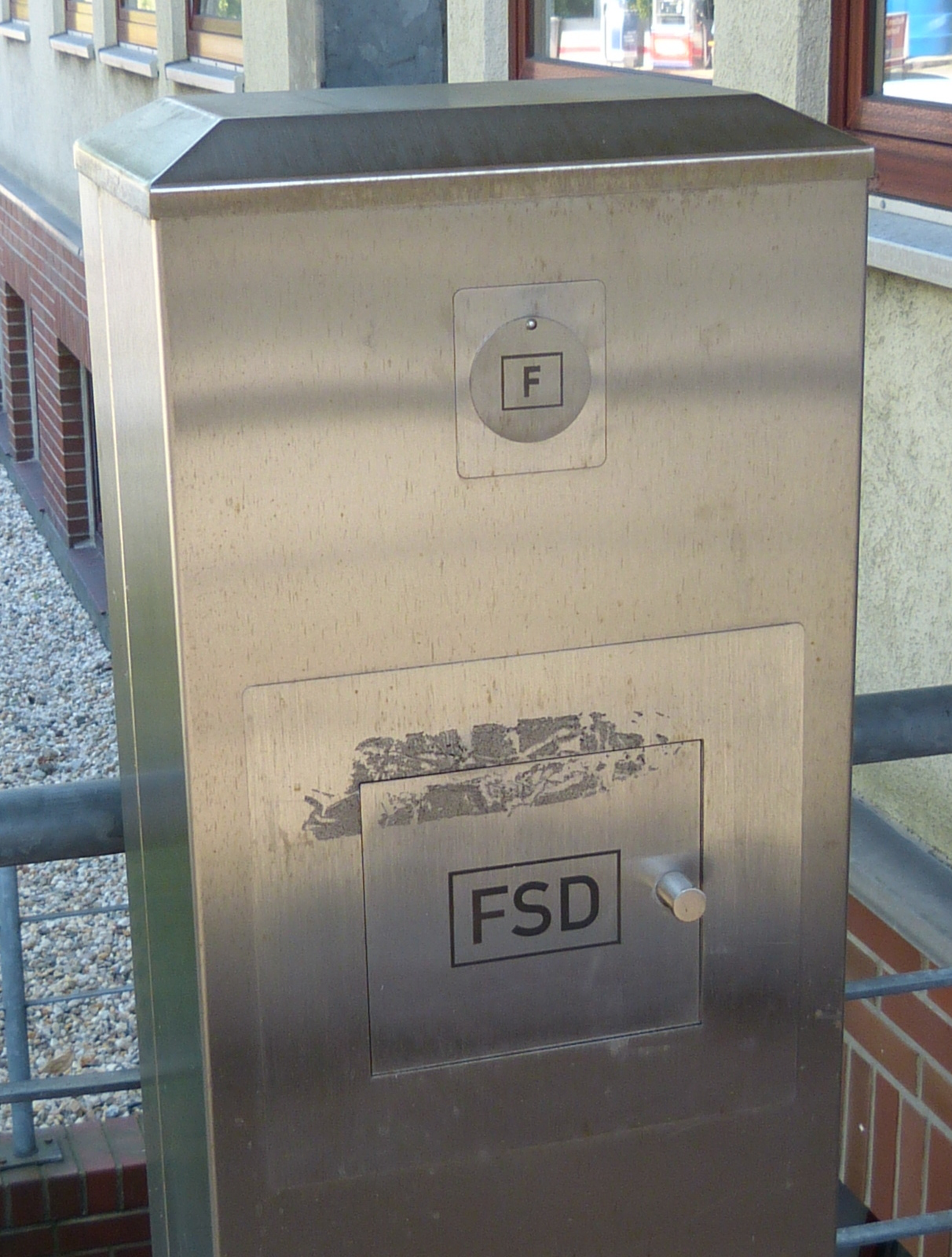
Säule am Zugang zu einer Brandmeldeanlage. Im oberen Bereich ist hinter einer drehbaren Abdeckung das Freischaltelement, darunter befindet sich ein Feuerwehrschlüsseldepot 3.

Jemand entdeckt Flammen in einem Objekt und benachrichtigt die Feuerwehr. Wenn die Brandmeldeanlage den Brand noch nicht erkannt hat, kann die Feuerwehr nicht den Objektschlüssel aus dem FSD entnehmen. In diesem Fall können die Einsatzkräfte mit einem speziellen Schlüssel das FSE auslösen, woraufhin sich die äußere FSD-Klappe öffnen und nach Aufschließen der inneren Klappe der Objektschlüssel entnehmen lässt. Gegenüber der üblichen Auslösung werden beim Ziehen des Freischaltelements einer BMA, die nach der DIN 14675 errichtet wurde, keine Brandfallsteuerungen aktiviert, die beispielsweise die Aufzüge ins Erdgeschoss fahren oder Entrauchungsmaßnahmen anstoßen. Da die Regeln für das Verhalten der BMA aber durch die örtlich zuständige Brandschutzdienststelle aufgestellt werden, können örtlich abweichende Steuerungen existieren, die auch die Brandfallsteuerungen auslösen.
Weil nach dem Auslösen des Freischaltelementes eine ganz normale Ansteuerung der BMA erfolgt, wird diese auch zur Leitstelle übertragen. Somit ist kein unbemerktes Entwenden des Schlüssels möglich.
Als weitere Sicherheitsmaßnahme kann das FSE in entsprechender Höhe angebracht werden, so dass zum Erreichen eine Leiter erforderlich ist. Somit wird die Gefahr der Sabotage verringert. In vielen Städten wird bei der Alarmierung einer Brandmeldeanlage ohnehin auch die Polizei alarmiert, um das Objekt zu sichern. Ist dies nicht der Fall, kann die Auslösung des FSE auch in einer Gefahrenmeldeanlage mit dem Einbruchsalarm gekoppelt werden, in diesem Fall wird automatisch ein Wachdienst alarmiert. Die Montageposition und -höhe wird in den technischen Anschlussbedingungen für Brandmeldeanlagen festgelegt.